# La mer n'existe pas
Albums de Art Mengo
Guerre d'amour Live au Mandala
La mer n'existe pas est le troisième album studio d'Art Mengo, sorti en 1995.

## Titres
1. La mer n'existe pas
2. Laisse moi partir
3. Mon voisin
4. Le crépuscule des vieux amants
5. Et si la vie
6. Ce qui sera
7. La bure
8. Pêcheur de lune
9. Sur les moulins de tes chimères
10. Avec indifférence
11. J'ai pris tous les chemins
12. Pendant que je cherchais
13. Éclat rimmel

Compositeurs : Art Mengo / Patrice Guirao